# Dirhinus himalayanus
Dirhinus himalayanus är en stekelart som beskrevs av John Obadiah Westwood 1836. Dirhinus himalayanus ingår i släktet Dirhinus och familjen bredlårsteklar. Inga underarter finns listade i Catalogue of Life.